# Reductio ad Hitlerum
Reductio ad Hitlerum, també argumentum ad Hitlerum o reductio/argumentum ad Nazium és un neollatinisme que significaria "reducció a Hitler" (o "reducció als nazis"). És una fal·làcia moderna del tipus Ad hominem. Va ser encunyada per l'acadèmic d'ètica Leo Strauss el 1950. A l'ús d'aquesta argumentació també se l'anomena jugar la carta dels Nazis.
Generalment la fal·làcia pren la forma següent:
Hitler (o els nazis) estaven a favor de X, per tant X és necessàriament dolent i/o indesitjable.
Tanmateix, una forma habitual és la inversió del predicat, de forma que:
Hitler (o els nazis) estaven en contra de Y, per tant Y és necessàriament bo i/o desitjable.
L'argument fa un ús retòric de la càrrega emocional que la comparació amb Hitler o els nazis porta associada, car en la majoria de cultures tot allò associat a Hitler o als nazis és directament condemnable. L'argument pot ser emprat com a tàctica per a desviar l'atenció en discussions, car una comparació d'aquest tipus porta a respostes irades i menys raonades. Una variant de la fal·làcia és la comparació dels arguments de l'oponent amb l'Holocaust. D'altres variants inclouen comparacions amb la Gestapo, amb les SS, de forma més general amb el feixisme o el totalitarisme, i encara més vagament amb el terrorisme.
Lògicament, és una fal·làcia de direcció errònia, dins de la família de la causa qüestionable, alhora que és una fal·làcia del tipus culpabilitat per associació. D'una banda inverteix la relació de causa-efecte, proposant que les accions o idees són malvades a causa de qui les comet, no per la seva naturalesa intrínseca. D'altra banda, associa l'acció o idea a un individu o un grup que són quasi universalment considerats com a malvats.
La refutació de la fal·làcia és simple. Es pot fer mitjançant la lògica formal, encara que s'incorre en el risc que el públic general es perdi, o amb contraexemples:
Hitler era vegetarià.
Mahatma Gandhi també.
Els nazis consideraven molt important la puntualitat dels trens.
La majoria d'usuaris de tren també.